# Oliver Chesler
Oliver Chesler (* 20. Januar 1970) ist ein US-amerikanischer Techno-Produzent und DJ. Besser bekannt ist er unter dem Namen The Horrorist.

## Leben und Wirken
Nach einigen „normalen“ Techno- und Acid-Produktionen als Disintegrator (zusammen mit John Selway) und Koenig Cylinders kam er Mitte der 1990er Jahre mit der damals aufstrebenden New Yorker Hardcore-Techno-Szene (Lenny Dee, Disciples Of Annihilation) in Berührung. Als Mitglied der Hardcore-Techno/Gabber-Acts Temper Tantrum und DJ Skinhead (bekanntester Hit: "Extreme Terror") erlangte Chesler einen sehr guten Ruf in der Szene, den er als Remixer untermauerte. 1996 gründete er sein eigenes Label Things to come Records (TTC), mit dem er in New York (vor Jahren auch in Berlin) ansässig ist.
Dass Oliver Chesler an keinen bestimmten Stil gebunden ist, zeigen seine erfolgreichen Veröffentlichungen als The Horrorist. Musikalisch nur teilweise Hardcore Techno, eher Techno (tw. mit EBM-Einflüssen), beschreiben die Titel das Leben in New York. So behandelt die 2001er Veröffentlichung Manic Panic Themen wie Drogen oder Sex, verknüpft mit Samples aus Cheslers Anrufbeantworter zwischen den Titeln.
Der Track One Night in NYC aus dem Jahre 1996 handelt von einem Mädchen, das das erste Mal von zu Hause weg ist und eine Nacht in einem Club in New York mit einem ihr unbekannten Mann verbringt, der ihr Drogen gibt, um sie ins Bett zu bekommen. Durch die Remixe (unter anderem von Chris Liebing) aus dem Jahr 2000 und zahlreichen Veröffentlichungen erlangte der Track einen hohen Bekanntheitsgrad. Er wurde (im Remix von Chris Liebing) außerdem Nummer 1 in den Deutschen Dance Charts. In vielen seiner dortigen Veröffentlichungen zeigt sich seine Affinität zur EBM der 1980er-Jahre. Er selbst bezeichnet u. a. Depeche Mode als wichtigen musikalischen Einfluss, wahrscheinlich nicht zuletzt, weil er 1988 eines der sogenannten Bus-Kids in deren Konzertfilm 101 war. Auch das Album Manic Panic war Nummer 1 in den Deutschen Alternative Charts.
Mehrfach arbeitete er mit Produzenten aus dem Umfeld von Planet Core Productions zusammen. So nahm er im Jahr 2000 mit Marc Acardipane „Metal Man“ auf. Acardipane remixte auch mehrere von Cheslers Tracks – etwa „Flesh Is The Fever“ (1998) oder „Mission Ecstasy“ (2003). Mit Miro Pajic veröffentlichte in den Jahren 2008 und 2010 mehrere Tracks. Auch mit anderen deutschen Hardcore-Techno-Produzenten arbeitete er zusammen. So erschien sein Track „Voice of the Butcher“ im Jahr 2003 auf der EP „Planet Nordcore“ der Nordcore GMBH im Stil von deren Sound.
Seit 2019 betreibt Chesler zusammen mit der Köchin Margaux Arabian in Berlin das Restaurant "Volk".

## Diskografie (Auszug)
- Oliver Chesler - The Nebula
- The Horrorist - One Night in New York City 12" (1996) (Things to come Records)
- The Horrorist - Run for your Life 12" (2000) (Things to come Records)
- The Horrorist - Manic Panic CD (2001) (Things to come Records)
- The Horrorist - Body to Body 12" (2005) (Things to come Records)
- The Horrorist - Attack Decay (2007) (Things to come Records)
- The Horrorist - Joyless Pleasure (2011) (Things to come Records)
- The Horrorist - The Man Master / Drink With Me (2012) (Things to come Records)
- The Horrorist - Fire Funmania (2013) (Things to come Records)
- The Horrorist - Here Comes The Whip EP (2016) (Teenage Menopause Records)
- The Horrorist - Programmed (2017) (aufnahme + wiedergabe)
- The Horrorist - Separate Dimension (2019) (aufnahme + wiedergabe)

## Pseudonyme
- DJ Cybersnuff
- DJ Silence
- The Horrorist
- Narcanosis